# ويليام شامبلس
ويليام شامبلس (بالإنجليزية: William Chambliss)‏ هو عالم اجتماع أمريكي، ولد في 1933 في بوفالو في الولايات المتحدة، وتوفي في 22 فبراير 2014 في واشنطن العاصمة في الولايات المتحدة.